# Chopard Diamond-díj
A Chopard Diamond-díj vagy Diamond-díj egy különleges elismerés, melyet a World Music Awards díjátadó rendezvény keretein belül adnak át olyan művészeknek, akiknek pályájuk során több mint 100 millió lemezük kelt el.
Az első Chopard Diamond-díjat 2002-ben kapta Rod Stewart. A következő évben Mariah Careynek adták át, aki több mint 200 milliós eladott példányszámot ért el.
2004-ben Céline Dion kanadai énekesnő kapta a díjat, aki a World Music Awards rendezvényén minden idők legsikeresebb művésznője címet kapta. Kiadója, a Sony Music Entertainment szerint Céline Dion több mint 200 millió albumot adott már el világszerte. 2005-ben Bon Jovi nyerte el az elismerés, ez volt az első, hogy együttes kapta a díjat.
2006-ban Michael Jackson kapta a díjat, aki a Guinness rekordok szerint minden idők legsikeresebb szórakoztatóművésze lett. Thriller című albuma, mely több mint 110 millió példányban kelt el, a világ legnagyobb példányszámban elkelt albuma lett. Jacksonnak több mint 750 millió lemeze kelt el világszerte. 2008-ban második együttesként a The Beatlesnek adták át a díjat. A Beatles a zenei történelem legsikeresebbje, lemezeladásai meghaladják az egy milliárd darabot.

## Díjazottak
| Év   | Díjazott | Díjazott        | Nemzetiség | Ref.          |
| ---- | -------- | --------------- | ---------- | ------------- |
| 2002 |          | Rod Stewart     | UK         | [ 14 ]        |
| 2003 |          | Mariah Carey    | USA        | [ 14 ]        |
| 2004 |          | Céline Dion     | CAN        | [ 15 ] [ 16 ] |
| 2005 |          | Bon Jovi        | USA        | [ 17 ]        |
| 2006 |          | Michael Jackson | USA        | [ 18 ]        |
| 2008 |          | The Beatles     | UK         | [ 1 ]         |